# 星动亚洲 (真人秀节目)
《星动亚洲》（英語：Super idol），是一档大型偶像养成类真人秀节目。
前两季节目由中国安徽卫视携手韩国MBC联合打造，包含来自中韩两国的练习生全程在韩国培训、拍摄，在长达两年的时间内参与偶像男团养成计划，由中韩两国的导师来评定，最终成绩优异的选手将以组合的形式在中韩两国同时出道。第三季节目则是由中国自主打造，在爱奇艺平台独家播出，学员的成绩由导师、学长、现场大众评审来决定，最终十强将获得“最强梦想徽章”。第一季节目于2015年7月10日起每周五21:10在安徽卫视播出，7月14日起每周二18:00在MBC播出；第二季节目于2016年3月4日起每周五21:10在安徽卫视播出，3月8日起每周二18:00在MBC播出；第三季于2017年10月29日起每周日12:00在爱奇艺播出。